# Sedielos
Sedielos is een plaats (freguesia) in de Portugese gemeente Peso da Régua en telt 1307 inwoners (2001).